# Lama (groupe finlandais)
Pour les articles homonymes, voir Lama.

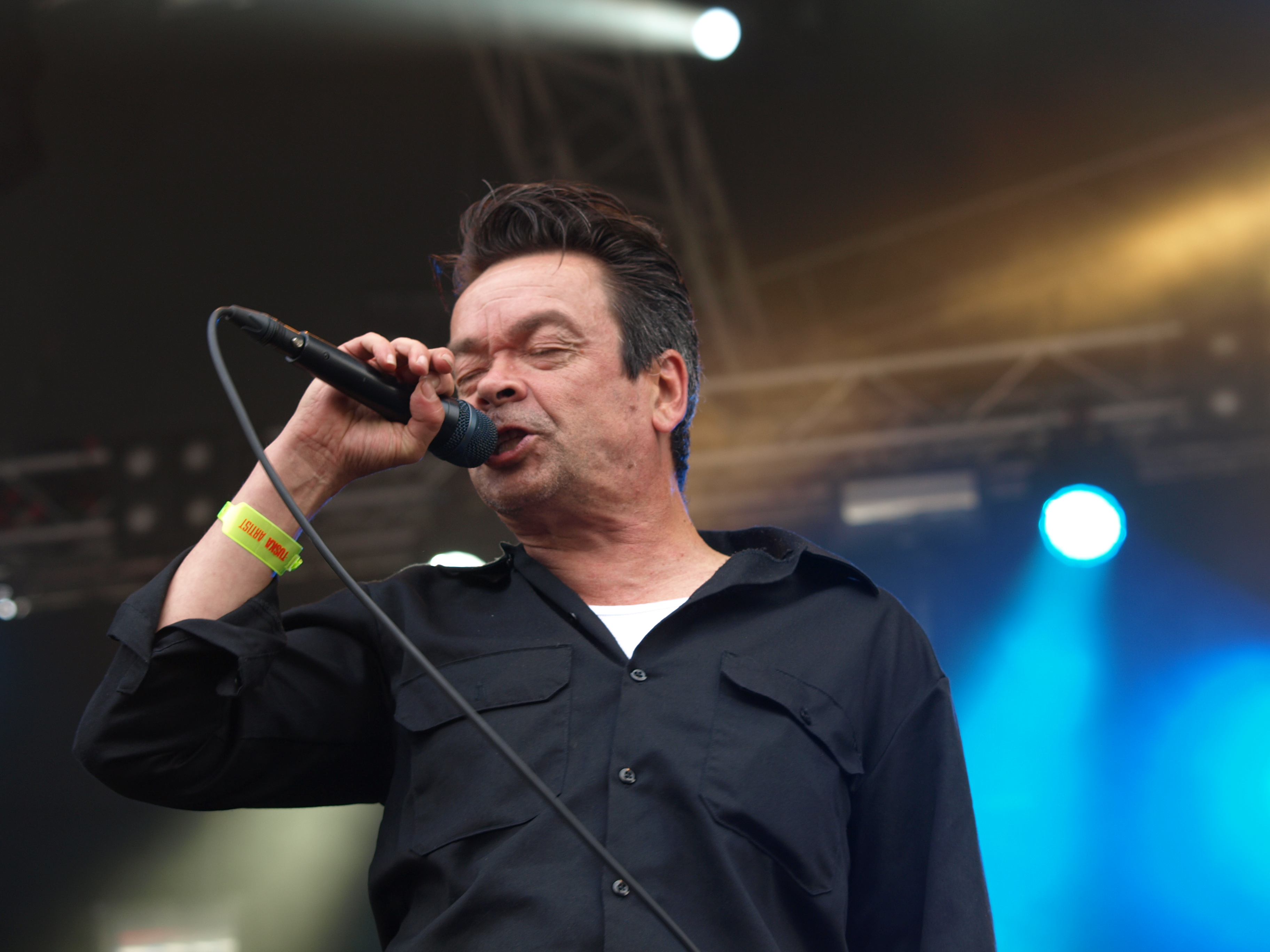
Le chanteur de Lama (concert en 2013).

Lama est un groupe de punk rock originaire de Finlande, formé en 1977 à Puotila, dans la banlieue d'Helsinki, et dissout en 1983. Ils se sont reformés en 2005 pour une tournée de concerts,,. 

## Biographie
Le groupe a fait ses vrais débuts en 1978. Le groupe est très influencé par le groupe britannique UK Subs. La formation originale du groupe comprenait Epe et Eno, les deux guitaristes (plus tard, Epe est passé au chant et a quitté l'instrument), un chanteur nommé Spiidy et le batteur Hippo. Plus tard, Charlie a rejoint le groupe en tant que guitariste et Eno est passé à la basse , tandis qu'Epe a abandonné la guitare et est passé au chant du groupe.
Le premier disque du groupe, intitulé Totuus Löytyy Kaurapuurosta, est sorti en 1980 ; il comprend trois chansons, Totuus Löytyy Kaurapuurosta , Bussi et Raha . Peu après Lama apparait dans la compilation 3 Vuotta Myöhemmin, avec six autres groupes.
En 1981, le groupe sort son deuxième single avec les titres "Nimetön" , "Ainoo Lajissaan" et "Jeesukset" . La même année, le groupe publie un nouveau contrat avec les titres "Väliaikainen" , "Paskaa" , "Anarkomarko" et "Penisten Vapautusrintama ".
En 1982, ils ont sorti leur premier véritable album, avec 15 titres et le même nom de groupe.
Le dernier concert de Lama a eu lieu le 4 décembre 1982 à Lepakko (centre culturel finlandais). Un court extrait de ce spectacle a été utilisé comme introduction à la compilation ... Ja Mikään Ei Muuttunut. Peu après la fin du groupe, Jusa (le batteur du groupe jusque-là) est allé à l'armée et le groupe a eu une "crise d'identité" quand ils ont découvert qu'ils pouvaient jouer et dire n'importe quoi sur la scène, ce que le public accepterait tout simplement.
En 1983, un nouvel album est publié avec les chansons "Ajatuksen Loppu" et "Mun Pelko" , enregistrées à la fin de 1982. Également en 1983, l'album ... Ja Mikään Ei Muuttunut.
Après la fin du groupe, certains membres ont joué dans Unicef et à Musta Paraati . Ils se sont revus pour faire des concerts en 1988 et 1993 .

## Discographie

### Albums studio
- "Totuus Löytyy Kaurapuurosta" (7 "EP, 1980, Johanna Records)
- "Nimetön" (7 "EP, 1981, Johanna Records)
- "Väliaikainen" (7 "EP, 1982, Johanna Records)
- Lama (LP, 1982, Johanna Records)
- "Ajatuksen Loppu" (7 "EP, 1983, Johanna Records)
- Tavastia (Live, 2007, Combat Rock Industry) [En direct au club Tavastia, le 12 mai 1993.]

### Raretés et rééditions
- ... Ja Mikään Ei Muuttunut (LP, Johanna Records, 1983) [Compilation de tous les EP du groupe.]
- "Väliaikainen" (7 "EP-Promo, 1992, AAB-Tuotanto / Polarvox)

### Compilations
- 3 Vuotta Myöhemmin (LP, 1980, Johanna / Numerot)
- Punkrokki (CD, 1995, Johanna Records)
- Tué par Finnish Hardcore (LP Bootleg, 2003, Redrum Records)
- Punk Ja Yäk! - Suomipunk 1977-1987 (4xCD, 2009, Stupido Records)